# Taulé
Taulé är en kommun i departementet Finistère i regionen Bretagne i västra Frankrike. Kommunen ligger i kantonen Taulé som tillhör arrondissementet Morlaix. År 2022 hade Taulé 2 883 invånare.

## Befolkningsutveckling
Antalet invånare i kommunen Taulé
Referens:INSEE